# 三間町
三間町（みまちょう）は、愛媛県の南予地方にあった町。2005年8月、合併により宇和島市の一部となった。

## 地理

### 位置・地形
- 三間町と、鬼北町（旧広見町、旧日吉村）に、松野町を加えた旧・北宇和郡の4か町村は「鬼北地域」（きほく-）と総称される。その中で三間町は最も西に位置し、宇和島市との接点の役割を果たしてきた。
- 三間町を貫く三間川は四万十川上流の一つで、三間盆地を形成する。流域は水田地帯で、かつては吉田藩の穀倉地帯であった。今日でも三間米の産地として知られている。宮野下（みやのした）が中心地で、かつては吉田藩の在町であり、今日でも、役場前にわずかに商店街を形成している。しかし、鉄道の開通などもあり、宇和島の商圏に飲み込まれてしまった。
- 川
三間川 - 三間町の西北部の歯長峠（はながとうげ）に源流を発し、三間盆地をおおむね西から東に貫流し、鬼北町に入り同町出目（いずめ）付近で広見川と合流する。

### 町名の由来
「三間」という地名は『和名抄』にもみられるとおり、古くからあり、鬼北地域全体を指す地名であった。その昔には、美万、水沼、御馬などと表記され、それにちなむものといわれているが定かではない。一説には、任那（みまな）が転訛したものともいわれている。

## 歴史
- 藩政期には吉田藩に属した。
- 1954年（昭和29年） 10月10日 - 三間村（みまむら）、成妙村（なるたえむら）、二名村（ふたなむら）が合併し、三間町（みまちょう）となった。
- 2005年（平成17年）8月1日 - 宇和島市・三間町・吉田町・津島町の1市3町の新設合併で宇和島市となり、三間町は自治体としては消滅した。

```
三間町の系譜
（町村制実施以前の村）　（明治期）　　　　　　　　　（昭和の合併）　（平成の合併）
　　　　　　　　　　　　町村制施行時
宮野下━━━━┓
北増穂━━━━┫
元宗　━━━━┫
増田　━━━━┫
土居中━━━━┫
小沢川━━━━╋━━━三間村━━━━━━━━━━━┓
川之内━━━━┫　　　　　　　　　　　　　　　　　┃
迫目　━━━━┫　　　　　　　　　　　　　　　　　┃
務田　━━━━┛　　　　　　　　　　　　　　　　　┃
曽根　━━━━┓　　　　　　　　　　　　　　　　　┃
能寿寺━━━━┫　　　　　　　　　　　　　　　　　┃
是房　━━━━┫　　　　　　　　　　　　　　　　　┃
成家　━━━━╋━━━成妙村━━━━━━━━━━━┫昭和29年10月10日
大藤　━━━━┫　　　　　　　　　　　　　　　　　┃合併
則　　━━━━┫　　　　　　　　　　　　　　　　　┣━三間町━━┳━━━┓
黒井地━━━━┫　　　　　　　　　　　　　　　　　┃　　　　　　┃　　　┃
戸雁　━━━━┛　　　　　　　　　　　　　　　　　┃　　　　　　┃　　　┃
中野中━━━━┓　　　　　　　　　　　　　　　　　┃　　　　　　┃　　　┃
波岡　━━━━┫　　　　　　　　　　　　　　　　　┃　　　　　　┃　　　┃
田川　━━━━┫　　　　　　　　　　　　　　　　　┃　　　　　　┃　　　┃
金銅　━━━━┫　　　　　　　　　　　　　　　　　┃　　　　　　┃　　　┃
土居垣内━━━┫　　　　　　　　　　　　　　　　　┃　　　　　　┃　　　┃
古藤田━━━━┫　　　　　　　　　　　　　　　　　┃　　　　　　┃　　　┃
大内　━━━━╋━━━二名村━━━━━━━━━━━┛　　　　　　┃　　　┃平成17年8月1日
兼近　━━━━┫　　　　　　　　　　　　　　　　　　　　　　　　┃　　　┃合併（新設合併）
三間中間━━━┫　　　　　　　　　　　　　　　　　　　　　　　　┃　　　┣━宇和島市
黒川　━━━━┫　　　　　　　　　　　　　　　　　　　　　　　　┃　　　┃
音地　━━━━┛　　　　　　　　　　　　　　　　　　　　　　　あ┃　　　┃
　　　　　　　　　　　　　　　　　　　　　　　　　　　　　境界変更　　　┃
　　　　　　　　　　　　　　　　　　　　　　　　　　広見町大字是延　　　┃
　　　　　　　　　　　　　　　　　　　　　　　　　　　　　　　　　　　　┃
　　　　　　　　　　　　　　　　　　　　　　　　　　　宇和島市━━━━━┫
　　　　　　　　　　　　　　　　　　　　　　　　　　　吉田町━━━━━━┫
　　　　　　　　　　　　　　　　　　　　　　　　　　　津島町━━━━━━┛

あ - 昭和33年8月1日広見町大字是延を三間町へ境界変更

（注記）宇和島市等の平成の合併以前の系譜については、それぞれの市町の記事を参照のこと。

```

## 行政
- 町長
最後の町長　太宰仁三（だざい　じんぞう）

### 平成の市町村合併
- 2005年（平成17年）8月1日、宇和島市、吉田町、津島町と対等合併、新しい宇和島市の一部となった。

経緯
- 歴史的には、先に記したとおり、鬼北地域の一員である。
- しかしながら、地理的には宇和島市に近いので、宇和島市への通勤者や宇和島市からの転入者が多いなどの事情もあった。
- このため、3つの道が考えられた。
  1. 鬼北地域4か町村でまとまる。
  2. 宇和島市と合併する（鬼北地域と袂を分かつ）。
  3. 鬼北地域4か町村全体が宇和島市と合併する（大宇和島市構想）。
- 鬼北地域4か町村で行く道をともにする場合、
  1. 人口が少ないため、将来的に自治体としての運営能力が培いにくい。
  2. 新町の庁舎は鬼北地域の地理的な中央である広見町に決することが想定されるが、心理的に不便な感じがする。（松山自動車道のインターチェンジが三間町に予定されており、鬼北地域のこれからの交通の中心は本町であるとの自負はあるものの、本庁は譲らざるを得ないとのジレンマ）
  3. 平成の市町村合併の趣旨を考慮すると、より大きな自治体に付いたほうが得策。

などのことから、宇和島市との合併を推す声が行政関係者や町民には多かった。
- 鬼北地域の他の3か町村は鬼北地域の一員として留まるよう、特に広見町の関係者を中心に「鬼北は一つ」のスローガンのもと、働きかけも行った。ただし、庁舎位置や新町名称等で三間町に譲歩するといった戦術は取らなかった。
- 結局、三間町は宇和島市と合併（新設合併）することになった。

## 教育

### 高等学校
- 愛媛県立北宇和高等学校三間分校

### 中学校
- 宇和島市立三間中学校

### 小学校
- 宇和島市立三間小学校
- 宇和島市立成妙小学校
- 宇和島市立二名小学校

## 交通
道路交通の面でも、鉄道でも宇和島市中心部と鬼北地域とを結ぶ交通軸上にある。このため、国道は通っていないものの、隔絶された感はない。公共交通機関は、下記の鉄道（JR四国）のほか、宇和島自動車のバスが通っており、宇和島市中心部や鬼北町方面と接続している。なお、長年沿線（川之内、小沢川、北増穂 行政区）住民に親しまれてきた宇和島自動車のバス「宇和島川之内」線は、2005年（平成17年）の夏を最後に廃止となった。

### 鉄道
鉄道はあるものの、便数は多くなく、通学等の利用が主である。
- 四国旅客鉄道（JR四国）
  - 予土線：務田駅 - 伊予宮野下駅 - 二名駅 - 大内駅

### 道路

#### 一般国道
- 国道56号線

#### 県道
- 主要地方道
  - 愛媛県道31号宇和三間線
  - 愛媛県道57号広見三間宇和島線
- 一般県道
  - 愛媛県道276号大内停車場線
  - 愛媛県道277号伊予宮野下停車場宮野下線
  - 愛媛県道278号伊予宮野下停車場務田線
  - 愛媛県道279号西谷吉田線
  - 愛媛県道282号小倉三間線
  - 愛媛県道283号広見吉田線
  - 愛媛県道315号音地清延線

#### 道の駅
- みま
- 畦地梅太郎記念美術館、井関邦三郎記念館を併設

## 観光スポット
- 毛利家
- 四国八十八箇所第41番札所・龍光寺（竜光寺）
- 四国八十八箇所第42番札所・佛木寺（仏木寺）
- 中山池自然公園
- 古民家の宿 孫九庵

## 出身者・ゆかりの人物
- 土居清良
- 太宰孫九 - 伊予鉄道6代目社長。俳人芝不器男の岳父。
- 畦地梅太郎
- 井関邦三郎
- 今西寛一、岱土 親子 - 「三間町音頭」を制作　（寛一が作詞、岱土が作曲　：毎年8月13日の盆踊り大会には、三間町音頭の総踊りがある）
- 林家源平 - 落語家・俳優・タレント。
- 高山良二 - 地雷処理専門家。
- 上甲正典 - 宇和島東高校・済美高校 野球部監督（センバツ2回優勝）